# Präsidentschafts- und Parlamentswahl in Honduras 2021
Die  Präsidentschafts- und Parlamentswahl in Honduras 2021 fand am 28. November statt. Bei ihr wurden der Präsident der Republik und die Mitglieder des Nationalkongress gewählt.
Gewählt wurde Xiomara Castro, die Kandidatin der Partei Libertad y Refundación (Libre), die Nasry Asfura vom Partido Nacional de Honduras (PNH) mit rund 20 % Vorsprung schlug. Damit wurde sie Nachfolgerin von Juan Orlando Hernández (PNH), der seit 2014 an der Staatsspitze gestanden hatte, und die erste Frau in diesem Amt. Xiomara Castro ist die Ehefrau von Manuel Zelaya, der von 2006 bis 2009 Präsident war.

## Ergebnis

### Präsidentschaftswahl
| Kandidaten                        | Parteien                                      | Stimmen   | %    |
| --------------------------------- | --------------------------------------------- | --------- | ---- |
| Xiomara Castro                    | Libertad y Refundación                        | 1.716.793 | 51,1 |
| Nasry Asfura                      | Partido Nacional de Honduras                  | 1.240.260 | 36,9 |
| Yani Rosenthal                    | Partido Liberal de Honduras                   | 335.762   | 10,0 |
| Milton Benítez                    | Honduras Humana                               | 8.857     | 0,3  |
| Carlos Mauricio Portillo          | Partido Demócrata Cristiano de Honduras       | 7.103     | 0,2  |
| Romeo Vásquez Velásquez           | Alianza Patriótica Hondureña                  | 6.556     | 0,2  |
| Kelin Pérez Gómez                 | Frente Amplio                                 | 6.053     | 0,2  |
| Esdras Amado López                | Partido Nueva Ruta                            | 5.911     | 0,2  |
| Alexander Mira                    | Unidad Nacional Opositora (PSH – PINU)        | 5.711     | 0,2  |
| Marlon Escoto                     | Partido Todos Somos Honduras                  | 5.382     | 0,2  |
| Alfonso Díaz Narváez              | Partido Unificación Democrática               | 5.081     | 0,2  |
| Julio Lopéz Casaca                | Partido Anticorrupción de Honduras            | 4.181     | 0,1  |
| José Coto García                  | Partido Va Movimiento Solidario               | 3.768     | 0,1  |
| Lempira Cuauhtemoc Viana          | Partido Liberación Democrático de Honduras    | 3.361     | 0,1  |
| Santos Orlando Rodriguez Orellana | Movimiento Independiente Dignidad y Esperanza | 3.274     | 0,1  |
| Gesamt                            | Gesamt                                        | 3.358.053 | 100  |
|                                   |                                               |           |      |
| Ungültige Stimmen                 | Ungültige Stimmen                             | 222.474   | 6,2  |
| Wähler                            | Wähler                                        | 3.580.527 | 69,1 |
| Wahlberechtigte                   | Wahlberechtigte                               | 5.182.425 |      |
|                                   |                                               |           |      |
| Quelle: CNE                       |                                               |           |      |

### Parlamentswahl

Stimmenstärkste nach Departamentos

| Listen                                       | Stimmen    | %    | Mandate |
| -------------------------------------------- | ---------- | ---- | ------- |
| Libertad y Refundación                       | 12.758.098 | 40,2 | 50      |
| Partido Nacional de Honduras                 | 9.573.029  | 30,2 | 44      |
| Partido Salvador de Honduras                 | 4.035.970  | 12,7 | 10      |
| Partido Liberal de Honduras                  | 3.531.887  | 11,1 | 22      |
| Partido Innovación y Unidad Social Demócrata | 335.227    | 1,1  | –       |
| Partido Demócrata Cristiano de Honduras      | 305.538    | 1,0  | 1       |
| Partido Anticorrupción de Honduras           | 251.196    | 0,8  | 1       |
| Alianza Patriótica Hondureña                 | 227.940    | 0,7  | –       |
| Partido Unificación Democrática              | 160.510    | 0,5  | –       |
| Partido Va Movimiento Solidario              | 147.911    | 0,5  | –       |
| Partido Nueva Ruta                           | 114.898    | 0,4  | –       |
| Partido Todos Somos Honduras                 | 112.196    | 0,4  | –       |
| Partido Liberación Democrático de Honduras   | 95.754     | 0,3  | –       |
| Frente Amplio                                | 65.113     | 0,2  | –       |
| Gesamt                                       | 31.715.267 | 100  | 128     |
|                                              |            |      |         |
| Ungültige Stimmen                            | 521.248    | 1,6  |         |
| Wähler                                       | 32.236.515 | –    |         |
|                                              |            |      |         |
| Quelle: CNE (nach Departamentos)             |            |      |         |